# Trichotosia rubiginosa
Trichotosia rubiginosa är en orkidéart som först beskrevs av Carl Ludwig von Blume, och fick sitt nu gällande namn av Friedrich Fritz Wilhelm Ludwig Kraenzlin. Trichotosia rubiginosa ingår i släktet Trichotosia och familjen orkidéer. Inga underarter finns listade i Catalogue of Life.